# Delta Musik Park
Der Delta Musik Park war eine Großraumdiskothek in Duisburg-Hamborn nahe dem Autobahnkreuz Duisburg-Nord. Das aus drei miteinander verbundenen Zirkuszelten errichtete Objekt war mit insgesamt 17 Bars eine der größten Diskotheken Deutschlands.
Das Delta wurde 1996 als Nobeldiskothek mit strengem Dresscode eröffnet. Im Laufe der Zeit wurden die Areale ständig erweitert und umgebaut, viele Künstler, darunter DJ Ötzi, Detlef D! Soost, DJ Antoine, Tyga oder David Guetta, traten hier auf. Die sieben Areas bedienten dabei verschiedene Geschmäcker, von Rock bis Schlager, Dance oder R ’n’ B. Aufgrund rückläufiger Besucherzahlen wurde die letzte Party für den 31. Mai 2014 angesetzt.
Ab September 2014 wurden wieder Partys veranstaltet, allerdings mit verkleinertem Raumkonzept. Ab März 2015 wurde das Delta geschlossen, an seiner Stelle wurde die neue Diskothek Tentorium eingerichtet. Diese schloss bereits Oktober 2016 wieder. Nach zwei Bränden und einem Unwetter wurden die Überreste der Diskothek Mitte 2018 abgerissen.